# Trichosporum murinum
Trichosporum murinum är en svampart som först beskrevs av Heinrich Friedrich Link, och fick sitt nu gällande namn av Pier Andrea Saccardo 1881. Trichosporum murinum ingår i släktet Trichosporum och familjen Piedraiaceae.   Inga underarter finns listade i Catalogue of Life.